# Емаса (Мічиган)
Емаса (англ. Amasa) — переписна місцевість (CDP) в США, в окрузі Айрон штату Мічиган. Населення — 195 осіб (2020).

## Географія
Емаса розташована за координатами 46°13′44″ пн. ш. 88°27′30″ зх. д. / 46.22889° пн. ш. 88.45833° зх. д. (46.228799, -88.458198).  За даними Бюро перепису населення США в 2010 році переписна місцевість мала площу 10,47 км², з яких 10,45 км² — суходіл та 0,02 км² — водойми.

## Демографія
Згідно з переписом 2010 року, у переписній місцевості мешкали 283 особи в 142 домогосподарствах у складі 75 родин. Густота населення становила 27 осіб/км².  Було 195 помешкань (19/км²).
Расовий склад населення:
| - 97,5 % — білих - 2,5 % — корінних американців |

До двох чи більше рас належало 0,0 %. Частка іспаномовних становила 1,1 % від усіх жителів.
За віковим діапазоном населення розподілялося таким чином: 18,4 % — особи молодші 18 років, 62,9 % — особи у віці 18—64 років, 18,7 % — особи у віці 65 років та старші. Медіана віку мешканця становила 47,4 року. На 100 осіб жіночої статі у переписній місцевості припадало 109,6 чоловіків;  на 100 жінок у віці від 18 років та старших — 102,6 чоловіків також старших 18 років.
Середній дохід на одне домашнє господарство  становив 35 593 долари США (медіана — 29 583), а середній дохід на одну сім'ю — 46 966 доларів (медіана — 41 563). Медіана доходів становила 36 667 доларів для чоловіків та 26 250 доларів для жінок. За межею бідності перебувало 23,4 % осіб, у тому числі 49,2 % дітей у віці до 18 років та 4,8 % осіб у віці 65 років та старших.
Цивільне працевлаштоване населення становило 114 особи. Основні галузі зайнятості: освіта, охорона здоров'я та соціальна допомога — 28,1 %, виробництво — 14,9 %, транспорт — 8,8 %, роздрібна торгівля — 7,9 %.